# Március 9.
Március 9. az év 68. (szökőévben 69.) napja a Gergely-naptár szerint. Az évből még 297 nap van hátra.
Névnapok: Franciska, Fanni + Ajád, Domán, Dominik, Domokos, Domonkos, Domos, Elmira, Elvira, Fáni, Gergely, Gergő, Gerő, Györe, György, Györk, Györke, Katalin, Katarina, Katerina, Katica, Katinka, Kató, Katrin, Katrina, Metód, Rebeka

## Események

### Politikai események
- 1566 – Sikertelen merénylet I. Mária skót királynő ellen.
- 1796 – Bonaparte Napóleon francia tábornok, későbbi francia császár polgári szertartással feleségül veszi Josephine de Beauharnais-t.
- 1831 – I. Lajos Fülöp francia király rendeletet ad ki, amellyel létrehozza a Francia Idegenlégiót (Légion Étrangère).
- 1888 ~  III. Frigyes német császár trónra lépése.
- 1890 – Tisza Kálmán magyar miniszterelnök benyújtja lemondását.
- 1916 – Első világháború: Németország hadat üzen Portugáliának.
- 1916 – Első világháború: Az ötödik isonzói csata kezdete. Az olasz hadsereg nagy erejű támadásait az osztrák-magyar haderő sikeresen visszaveri.
- 1918 – Szovjet-Oroszország kormánya Moszkvába költözik.
- 1923 – A trianoni diktátum által elcsatolt Szentpéterfa község népszavazással visszatér az anyaországhoz.
- 1942 – Kállay Miklós miniszterelnök kormányt alakít.
- 1945 – Az amerikai légierő 343 bombázója szőnyegbombázást indított Tokió ellen elpusztítva a város 250 000 épületét és 83 000 lakosát.
- 1953 – Sztálin szovjet pártfőtitkárt, kormányfőt és generalisszimuszt a Vörös téri Lenin-mauzóleumban temetik el Lenin bebalzsamozott holtteste mellé.
- 1978 – Véget ér az 1977 októberében kezdődő Európai Biztonsági és Együttműködési Szervezet (EBEÉ) soros értekezlete.
- 2008 – Népszavazás a tandíjról, a vizitdíjról és a kórházi napidíjról.

### Tudományos és gazdasági események
- 1959 – A New York-i amerikai nemzetközi játékvásáron bemutatják Barbie babát. Ezzel ez a nap vált a játékszer hivatalos „születésnapjává”.
- 1964 – Legördül az első Ford Mustang a futószalagról.
- 1986 – A VEGA–2 szovjet űrszonda és a Halley-üstökös legnagyobb közelsége.
- 2004 – Létrejön az orosz Szövetségi Űrügynökség (FKA).
- 2009 – A nemzetközi sarki év (IPY – International Polar Year) hivatalosan befejeződik.
- 2011 – a Discovery űrrepülőgép sikeres leszállást hajt végre a Kennedy űrállomáson.
- 2015 – Öncsődöt jelentett be a Quaestor Financial Hrurira Kft., amely a Quaestor Csoport tulajdonában áll.

### Kulturális események

#### Zenei események
- 1842 – A milánói Teatro alla Scalában bemutatják Giuseppe Verdi Nabucco című négyfelvonásos operáját.
- 1850 - Megjelent a Pesti Napló című napilap első száma.
- 1861 - A pesti Nemzeti Színházban első alkalommal került színre Erkel Ferenc Bánk bán című operája.

### Sportesemények
Formula–1
- 1997 –  ausztrál nagydíj, Melbourne - Győztes: David Coulthard  (McLaren Mercedes)
- 2003 –  ausztrál nagydíj, Melbourne - Győztes: David Coulthard  (McLaren Mercedes)

### Egyéb események
- 2000 – A London Eye megnyitása.

## Születések
- 1454 – Amerigo Vespucci olasz felfedező, térképész, Amerika névadója († 1512)
- 1737 – Josef Mysliveček cseh zeneszerző († 1781)
- 1776 – József nádor († 1847)
- 1777 – Aleksander Orłowski lengyel rajzoló, grafikus és festő († 1832)
- 1814 – Tarasz Hrihorovics Sevcsenko ukrán költő († 1861)
- 1874 – Lovik Károly magyar író, újságíró († 1915)
- 1876 – Palágyi Lajos színművész, színigazgató, Greguss Zoltán színművész sógora († 1932)
- 1886 – Ángyán János orvos, belgyógyász, egyetemi tanár († 1969)
- 1890 – Vjacseszlav Mihajlovics Molotov szovjet kommunista diplomata, politikus, az SZKP PB tagja, külügyminiszter, miniszterelnök († 1986)
- 1892 – Rákosi Mátyás kommunista politikus, az MKP egyik alapítója, majd főtitkára, Magyarország miniszterelnöke († 1971)
- 1893 – Jacobi Roland négyszeres világbajnok magyar asztaliteniszező († 1951)
- 1898 – Incze Antal magyar orvos, országgyűlési képviselő († 1947)
- 1910 – Lénárd Sándor orvos író, költő († 1972)
- 1919
  - Lola Müthel német színésznő († 2011)
  - Keresztes Sándor (politikus) († 2013)
- 1923 – Mamcserov Frigyes magyar filmrendező († 1997)
- 1928 – Bereczky Júlia magyar színésznő († 2007)
- 1929 – Fehér Miklós Jászai Mari-díjas magyar díszlettervező, érdemes- és kiváló művész († 1994)
- 1929 – Gyurkovics Zsuzsa Jászai Mari-díjas magyar színésznő
- 1934 – Jurij Gagarin szovjet repülőtiszt, a világ első űrhajósa († 1968)
- 1936 – Dömölky Lídia olimpiai bajnok magyar vívó
- 1937 – Brian Redman (Brian Herman Thomas Redman) brit autóversenyző
- 1940 – Pócsik Dénes magyar olimpiai bajnok vízilabdázó († 2004)
- 1940 – Raúl Juliá portoricói születésű amerikai színész († 1994)
- 1943 – Robert Fischer amerikai sakkozó († 2008)
- 1947 – Aczél Géza József Attila-díjas magyar költő, irodalomtörténész, újságíró, az Alföld főszerkesztője,
- 1948 – Lovász László Széchenyi-nagydíjas és Wolf-díjas magyar matematikus, a Magyar Tudományos Akadémia elnöke
- 1950 – Danny Sullivan (Daniel John Sullivan III) amerikai autóversenyző
- 1950 – Howard Shelley brit zongoraművész, karmester
- 1955 – Ornella Muti olasz színésznő
- 1955 – Teo Fabi (Teodorico Fabi) olasz autóversenyző
- 1956 – Geszty Glória magyar színésznő, televíziós műsorvezető
- 1956 – Nébald György olimpiai bajnok magyar kardvívó
- 1957 – Bajor Imre magyar színész, komikus († 2014)
- 1957 – Fiala János magyar szerkesztő-műsorvezető, újságíró
- 1964 – Juliette Binoche francia színésznő
- 1964 – Pintér Gábor cimzetes érsek, apostoli nuncius
- 1968 – Youri Djorkaeff világ- és Európa-bajnok francia labdarúgó
- 1972 – Kerr Smith amerikai színész
- 1974 – Cserna-Szabó András József Attila-díjas magyar író, újságíró
- 1977 – Szarvas József („Josh”) énekes, a Jush és Jutta duó tagja
- 1977 – Szél Bernadett magyar közgazdász, politikus
- 1979 – Oscar Isaac guatemalai származású amerikai színész és zenész
- 1979 – Anson Henry kanadai futó
- 1983 – Nwamiko Madden kanadai színész
- 1984 – Rekop György magyar humorista, a Dumaszínház tagja
- 1985 – Anton Kovalevski ukrán műkorcsolyázó
- 1985 – Pastor Maldonado (Pastor Rafael Maldonado Motta) venezuelai autóversenyző
- 1985 – Rudolf Gergely magyar–francia kettős állampolgárságú labdarúgó
- 1986 – Bódi Bernadett magyar kézilabdázó
- 1989 – Patrick Hausding német műugró
- 1989 – Klariza Clayton brit színésznő, énekesnő
- 1991 – Matthew Briggs angol labdarúgó
- 1996 – Giorgio Minisini olasz szinkronúszó
- 1999 – Mari Dorottya magyar színésznő

## Halálozások
- 1444 – Leonardo Bruni itáliai humanista, történetíró és államférfi (* 1370 k.)
- 1851 – Hans Christian Ørsted dán fizikus és vegyész (* 1777)
- 1860 – Lányi Sámuel magyar vízépítő mérnök, festőművész (* 1792)
- 1888 – I. Vilmos, a Hohenzollern dinasztiából származó porosz király és az első német császár (* 1797)
- 1888 – August Ewald König német regényíró (* 1833)
- 1933 – Aujeszky Aladár magyar mikrobiológus, nevéhez köthető a kutyák veszettség elleni kötelező oltásának bevezetése Magyarországon (* 1869)
- 1944 – Ripka Ferenc magyar politikus, Budapest főpolgármestere (* 1871)
- 1961 – Darvas Szilárd magyar író, költő, humorista, kabarészerző, konferanszié (* 1909)
- 1961 – Horváth János magyar irodalomtörténész (* 1878)
- 1963 – Jorge Daponte argentin autóversenyző (* 1923)
- 1965 – Ratkovszky Ferenc Kossuth-díjas magyar gépészmérnök, a Magyar Tudományos Akadémia rendes tagja (* 1900)
- 1966 – Pablo Birger argentin autóversenyző (* 1924)
- 1971 – Jankovich Ferenc magyar író, költő (* 1907)
- 1974 – Earl Wilbur Sutherland Nobel-díjas amerikai fiziológus (* 1915)
- 1981 – Max Delbrück német származású amerikai biológus, a molekuláris biológia egyik úttörője (* 1906)
- 1983 – Ulf von Euler Nobel-díjas svéd fiziológus (* 1905)
- 1983 – Elbert János József Attila-díjas magyar irodalomtörténész, műfordító, 1956-ban Andropov tolmácsa, vízbe fulladt (* 1932)
- 1991 – Max Fourny francia autóversenyző (* 1904)
- 1992 – Menáhém Begín izraeli politikus, 1977–1983-ig miniszterelnök, Nobel-békedíjas (* 1913)
- 1993 – Kolbenheyer Tibor magyar geofizikus, asztrofizikus, az MTA tagja (* 1917)
- 1994 – Fernando Rey spanyol színész („Francia kapcsolat”) (* 1917)
- 1996 – Kovács Imre olimpiai bajnok magyar labdarúgó (* 1921)
- 1997 – The Notorious B.I.G. amerikai rapper (* 1972)
- 2000 – Soproni Ági magyar színésznő (* 1949)
- 2004 – Pádua Ildikó Aase-díjas magyar színésznő (* 1921)
- 2005 – Nyers István magyar labdarúgó, az Internazionale legendája (* 1924)
- 2006 – Geir Ivarsøy az Opera Software egyik alapítója (* 1957)
- 2006 – Halász Péter magyar avantgárd író, rendező, színész (* 1943)
- 2006 – Anna Moffo olasz–amerikai operanénekesnő, koloratúr szoprán (* 1932)
- 2012 – Szőnyi G. Sándor Balázs Béla-díjas magyar rendező, dramaturg (* 1928)
- 2015 – Alexis Vastine francia olimpiai bronzérmes ökölvívó (* 1986)
- 2024 – Kévés György Kossuth-díjas magyar építész, a nemzet művésze (* 1935)

## Nemzeti ünnepek, emléknapok, világnapok
Madagaszkár felfedezése: 1349-ben portugál hajósok felfedezték a szigetet